# Валентин Интерамнский

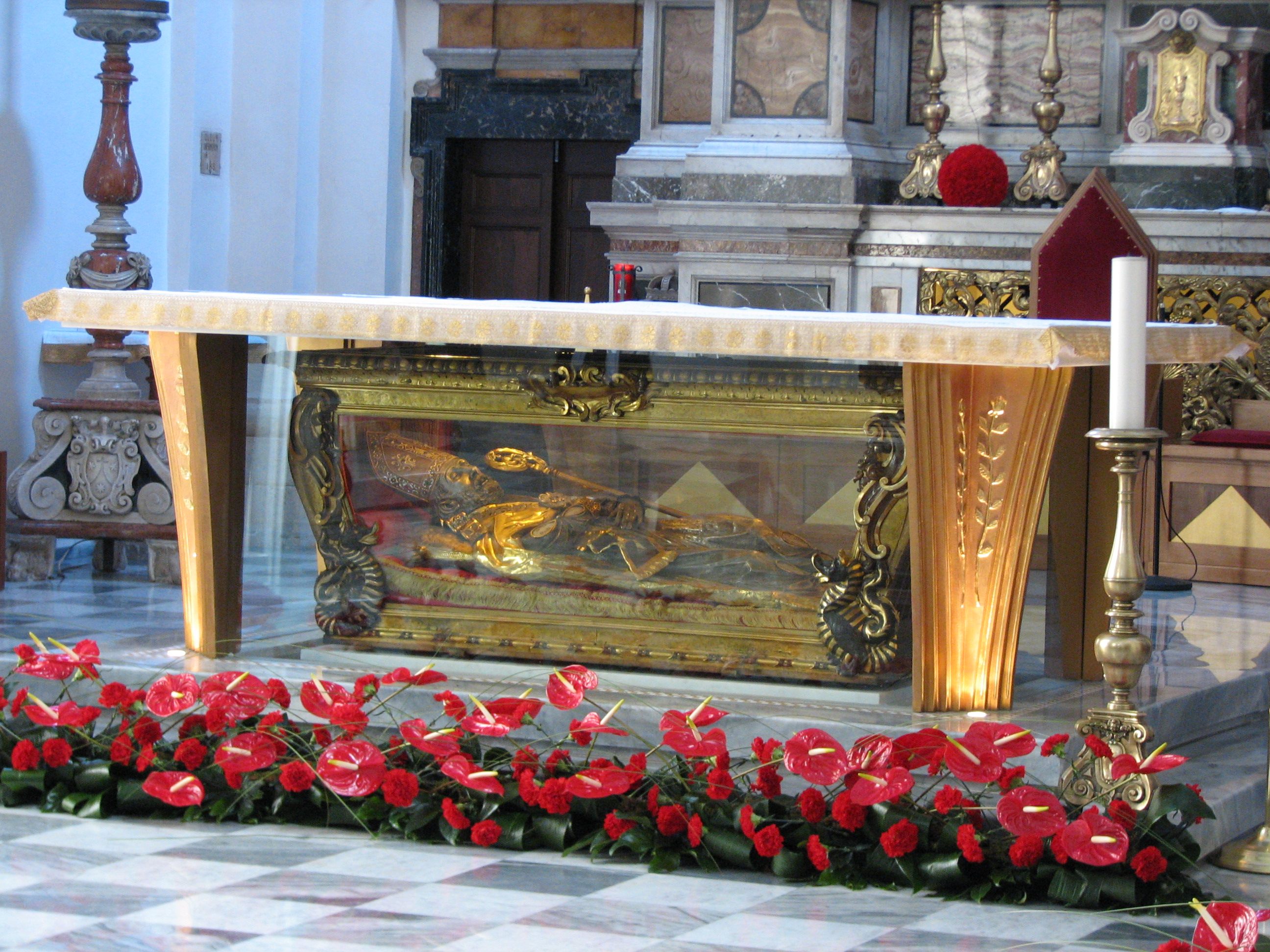
Мощи святого Валентина в Терни

О другом святом с таким именем см. статью Святой Валентин
Валентин Интерамнский (III век) — христианский святой, почитаемый как священномученик. Память в Православной церкви совершается 30 июля (12 августа), в Католической церкви — 14 февраля (День всех влюблённых).
Валентин был епископом города Интерамны (современный Терни) в Умбрии (Италия). Житие сообщает о его даре целительства. Когда у римского аристократа Кратона заболел сын, то после безуспешных обращений к врачам отец позвал епископа Валентина, который, по преданию, молитвой исцелил юношу и тем самым обратил в христианство его самого и его родителей. Слава о Валентине распространилась по городу, а его проповедь обратила в христианство много горожан, в том числе Авундина, сына градоначальника, который открыто исповедал себя христианином перед своим отцом. Валентин был арестован, после его отказа принести жертву языческим богам его подвергли мучениям, а затем обезглавили.
Тело Валентина было перенесено его учениками в Интерамн. В IV веке над его гробницей была построена базилика, сохранившаяся после ряда реконструкций до настоящего времени. В её главном алтаре хранятся мощи святого Валентина.